# Eupithecia tranquilla
Eupithecia tranquilla är en fjärilsart som beskrevs av Claude Herbulot 1988. Eupithecia tranquilla ingår i släktet Eupithecia och familjen mätare. Inga underarter finns listade i Catalogue of Life.